# Pasolini e... la forma della città
Pasolini e... la forma della città – włoski dokumentalny film krótkometrażowy z 1974 roku w reżyserii Piera Paola Pasoliniego.